# Gare de Niagara Falls (New York)
Pour les articles homonymes, voir Gare de Niagara Falls.
La  gare de Niagara Falls est une gare ferroviaire des États-Unis située à Niagara Falls dans l'État de New York; elle est desservie par plusieurs lignes d'Amtrak.

## Histoire
Elle est construite originellement en 1959 pour un dépôt de fret par la Lehigh Valley Railroad

## Service des voyageurs

### Desserte
Elle est desservie par des liaisons longue-distance Amtrak :
- L'Empire Service: Niagara Falls (NY) - New York
- Le Maple Leaf: Toronto - New York